# フラッグオブオナー
フラッグオブオナー (英:Flag Of Honor) は、アイルランドで活躍する競走馬である。主な勝ち鞍に2018年愛セントレジャー。

## 戦績

### 2歳（2017年）
9月のネース競馬場でのメイドン戦でシーミー・ヘファーナン騎手を背にデビューし9着。2戦目で1番人気に応え勝ち上がりその後オータムステークス、エアフィールドステークスと重賞へ挑戦。オータムステークスは5着だったがパドレイグ・ベギー騎手とコンビを組んだエアフィールドステークスではオッズ3倍の1番人気に応え重賞初制覇を飾った。

### 3歳（2018年）
年が明け2018年、フランスのパリロンシャン競馬場で行われたG3ノアイユ賞でライアン・ムーアを迎えた3歳シーズン初戦は3着。チェスターヴェース、フランスダービーはそれぞれ5、10着と結果が出なかったものの、ホームのアイルランドに戻るとG2カラカップを勝利し重賞2勝目を挙げた。
休養を挟み臨んだアイリッシュセントレジャートライアルステークスはドナカ・オブライエン騎手を背に快勝。ムーア騎手に手綱が戻った本番の愛セントレジャーには、前走タッグを組んだドナカ・オブライエンが駆るその年の愛ダービー馬ラトローブ、イギリスの名調教師ジョン・ゴスデンが送り込むウィークエンダーが人気を集める中フラッグオブオナーは1番人気に推される。レースでは逃げの手に打ち、直線ではラトローブが追撃するが後続を引き離し逃げ切り、G1初制覇を果たした。その後はブリティッシュ・チャンピオンデー開催のG2ブリティッシュ・チャンピオンズ・ロングディスタンスカップ6着、連闘で挑んだフランスのG1ロワイヤルオーク賞5着とそれぞれ人気に推されたものの結果は出せず3歳シーズンを終えた。

## 血統表
| フラッグオブオナーの血統 | フラッグオブオナーの血統                                    | フラッグオブオナーの血統                                    | （血統表の出典）                                            | （血統表の出典） |
| 父系                     | サドラーズウェルズ系                                        | サドラーズウェルズ系                                        | サドラーズウェルズ系                                        | [ § 2 ]          |
| 父 Galileo 1998 鹿毛     | 父の父Sadler's Wells 1981 鹿毛                              | Northern Dancer                                             | Nearctic                                                    | Nearctic         |
| 父 Galileo 1998 鹿毛     | 父の父Sadler's Wells 1981 鹿毛                              | Northern Dancer                                             | Natalma                                                     |                  |
| 父 Galileo 1998 鹿毛     | 父の父Sadler's Wells 1981 鹿毛                              | Fairy Bridge                                                | Bold Reason                                                 | Bold Reason      |
| 父 Galileo 1998 鹿毛     | 父の父Sadler's Wells 1981 鹿毛                              | Fairy Bridge                                                | Special                                                     |                  |
| 父 Galileo 1998 鹿毛     | 父の母Urban Sea 1989 栗毛                                   | Miswaki                                                     | Mr. Prospector                                              | Mr. Prospector   |
| 父 Galileo 1998 鹿毛     | 父の母Urban Sea 1989 栗毛                                   | Miswaki                                                     | Hopespringseternal                                          |                  |
| 父 Galileo 1998 鹿毛     | 父の母Urban Sea 1989 栗毛                                   | Allegretta                                                  | Lombard                                                     | Lombard          |
| 父 Galileo 1998 鹿毛     | 父の母Urban Sea 1989 栗毛                                   | Allegretta                                                  | Anatevka                                                    |                  |
| 母 Hawala 1996 鹿毛      | 母の父Warning 1985 青鹿毛                                   | Known Fact                                                  | In Reality                                                  | In Reality       |
| 母 Hawala 1996 鹿毛      | 母の父Warning 1985 青鹿毛                                   | Known Fact                                                  | Tamerett                                                    |                  |
| 母 Hawala 1996 鹿毛      | 母の父Warning 1985 青鹿毛                                   | Slightly Dangerous                                          | Roberto                                                     | Roberto          |
| 母 Hawala 1996 鹿毛      | 母の父Warning 1985 青鹿毛                                   | Slightly Dangerous                                          | Where You Lead                                              |                  |
| 母 Hawala 1996 鹿毛      | 母の母Halawa 1991 鹿毛                                      | *ダンシングブレーヴ                                         | Lyphard                                                     | Lyphard          |
| 母 Hawala 1996 鹿毛      | 母の母Halawa 1991 鹿毛                                      | *ダンシングブレーヴ                                         | Navajo Princess                                             |                  |
| 母 Hawala 1996 鹿毛      | 母の母Halawa 1991 鹿毛                                      | Hanzala                                                     | Akarad                                                      | Akarad           |
| 母 Hawala 1996 鹿毛      | 母の母Halawa 1991 鹿毛                                      | Hanzala                                                     | Halwah                                                      |                  |
| 母系(F-No.)              | 8号族(FN:8-f)                                               | 8号族(FN:8-f)                                               | 8号族(FN:8-f)                                               | [ § 3 ]          |
| 5代内の近親交配          | Northern Dancer 3x5、Hail to Reason 5x5、Raise a Native 5x5 | Northern Dancer 3x5、Hail to Reason 5x5、Raise a Native 5x5 | Northern Dancer 3x5、Hail to Reason 5x5、Raise a Native 5x5 | [ § 4 ]          |
| 出典                     | 1. 2. 3. 4.                                                 | 1. 2. 3. 4.                                                 | 1. 2. 3. 4.                                                 | 1. 2. 3. 4.      |